# Orchestra Sinfonica di Atlanta
L'Atlanta Symphony Orchestra (ASO) è un'orchestra con sede ad Atlanta, in Georgia (Stati Uniti d'America). Robert Spano è stato il suo direttore musicale dal 2001.  La principale sala concerti della ASO è l'Atlanta Symphony Hall nel Woodruff Arts Center.

## Storia
Anche se organizzazioni precedenti hanno portato lo stesso nome dal 1923, l'Orchestra è stata ufficialmente fondata nel 1945 e ha eseguito il suo primo concerto come Atlanta Youth Symphony sotto la direzione di Henry Sopkin, un musicista di Chicago che ne è rimasto direttore fino al 1966. L'organizzazione ha cambiato il suo nome attuale nel 1947 e ben presto ha cominciato ad attirare solisti famosi come Isaac Stern e Glenn Gould. Nel 1967, con la partenza di Sopkin, Robert Shaw (fondatore della Robert Shaw Chorale) è diventato il direttore musicale ed un anno dopo l'orchestra è diventata a tempo pieno. Nel 1970, Shaw ha fondato un coro, l'Atlanta Symphony Orchestra Chorus. Nel 1988, Yoel Levi è diventato il Direttore Musicale ed il Direttore Principale. Con lui, l'Orchestra ha suonato nelle cerimonie di apertura e di chiusura dei Giochi della XXVI Olimpiade di Atlanta. Levi è diventato direttore musicale emerito nel 2000 e Robert Spano gli è succeduto come direttore musicale.
L'orchestra ha girato l'Europa con Yoel Levi nel 1991 e con il suo Coro, diretta da Robert Shaw nel 1988. L'ASO Chorus ha visitato tre volte Berlino, dando tre spettacoli eseguendo il War Requiem di Benjamin Britten (2003), la Grande Messe des Morts di Hector Berlioz (2008) e l'Ein deutsches Requiem di Johannes Brahms (2009) con la Berliner Philharmoniker diretta da Donald Runnicles come Direttore Ospite Principale dell'ASO.
Nel 2008 l'ASO ha aperto il suo nuovo Verizon Wireless Amphitheatre di 12.000 posti presso l'Encore Parco nella città di Alpharetta a circa 22 miglia a nord di Atlanta, dove presenta concerti propri così come quelli di vari gruppi pop. L'Encore Park e l'Anfiteatro sono di proprietà del Woodruff Arts Center, l'organizzazione madre della ASO. Compreso le sue attività all'Encore Parco ed all'Atlanta Symphony Hall ed al Chastain Park, l'ASO presenta più di 300 spettacoli all'anno. Con un bilancio che prevede un aumento di 50 milioni di dollari con il completamento del suo nuovo Anfiteatro, l'ASO è diventata una delle sei o sette più grandi orchestre in America per dimensioni finanziarie.

## Registrazioni
L'orchestra e il coro hanno fatto il loro primo disco, un album (2 LP) dedicato alle Natività Natalizie per la Turnabout/Vox Records nel 1975, diretta da Robert Shaw. Questo è stato un album tratti direttamente dal loro concerto annuale di Natale. Una versione leggermente abbreviata del disco di 75 minuti è stata distribuita dalla Vox nel 1990 su compact disc con il titolo Natale con Robert Shaw.
Nel 1978, l'ASO è diventata la prima orchestra americana a fare una registrazione digitale destinata per la pubblicazione commerciale, eseguendo l'L'uccello di fuoco di Igor Stravinsky e brani tratti da Il principe Igor' di Alexander Borodin, per l'etichetta Telarc. L'associazione con la Telarc, che ha prodotto 26 premi Grammy, è continuata fino al 2010, divenendo una delle più lunghe associazioni continuative di un'orchestra con una casa discografica. Nel 2011 l'Orchestra ha iniziato pubblicando registrazioni della sua propria etichetta ASO Media. Nel 2004, l'Orchestra ha iniziato un progetto per registrare con la Deutsche Grammophon diverse opere del compositore Osvaldo Golijov.
Una delle registrazioni più note dell'orchestra e del coro è stata la Sinfonia n. 9 (Beethoven) diretta da Robert Shaw, registrata per l'etichetta ormai chiusa Pro Arte e fuori stampa, anche se estratti dall'"Inno alla gioia", del quarto movimento si possono trovare in antologie distribuite dalla Reference Gold e dalla Classical Heritage.
Un'altra delle registrazioni della ASO ormai fuori stampa, perché registrata per l'etichetta Pro Arte, è quella del Concerto per pianoforte e orchestra n. 1 (Brahms) con Peter Serkin come solista e Robert Shaw alla direzione. È una delle poche registrazioni senza un coro che l'orchestra ha fatto con Shaw.
- Adams Rachmaninoff, Harmonium/The Bells - Atlanta Symphony Chorus & Orchestra/Renée Fleming/Shaw, 1996 Telarc - Grammy Award for Best Choral Performance 1998
- Bartók Barber Vaughan Williams, Cantana Profana/Prayers For Kierkegaard, Op. 30/Dona Nobis Pacem - Atlanta Symphony Orchestra/Shaw - 1998 Telarc - Grammy Award al miglior album di musica classica e Grammy Award for Best Choral Performance 1999
- Berlioz, Requiem - Shaw/Atlanta/John Aler, 1979 Telarc - Grammy Award al miglior album di musica classica e Grammy Award for Best Choral Performance 1986
- Berlioz, Requiem - Atlanta Symphony Chorus & Orchestra/Frank Lopardo/Spano, 2004 Telarc - Grammy Award for Best Choral Performance 2005
- Britten, War Requiem - Shaw/Atlanta SO & Chorus, 1988 Telarc - Grammy Award for Best Choral Performance 1990
- Fauré, Pelléas Et Mélisande - Elly Ameling/Atlanta Symphony Orchestra, 1985 Telarc - Grammy Award for Best Orchestral Performance 1986
- Golijov, Ainadamar - "Fountain of Tears" - Atlanta Symphony Orchestra/Dawn Upshaw/Spano, 2006 Deutsche Grammophon - Grammy Award for Best Opera Recording 2007
- Hindemith, When Lilacs Last in the Dooryard Bloom'd - Atlanta Symphony Orchestra/Shaw - 1986 Telarc - Grammy Award for Best Choral Performance 1988
- Ned Rorem, Orchestral Works - Atlanta Symphony Orchestra/Shaw & Louis Lane, 1988 Anthology of Recorded Music - Grammy Award for Best Orchestral Performance 1989
- Vaughan Williams, A Sea Symphony - Spano/Atlanta Symphony Orchestra, 2002 Telarc - Grammy Award al miglior album di musica classica e Grammy Award for Best Choral Performance 2003
- Verdi, Requiem & Operatic Choruses - Dunn/Curry/Hadley/Plishka/Shaw/Atlanta Symphony Orchestra and Chorus – 1987 Telarc - Grammy Award al miglior album di musica classica e Grammy Award for Best Choral Performance 1989
- Walton Bernstein, Belshazzar's Feast/Chichester Psalms - Missa Brevis - Atlanta Symphony Orchestra/Shaw, 1989 Telarc - Grammy Award for Best Choral Performance 1991

## Direttori musicali
- Robert Spano (Direttore Musicale, 2001 - oggi)
- Yoel Levi (direttore musicale, 1988-2000; Direttore Musicale Emerito, 2000-2005)
- Robert Shaw (direttore musicale e direttore d'orchestra, 1967-1988; Direttore musicale emerito e Direttore Onorario, 1988-1999)
- Henry Sopkin (Direttore d'orchestra, 1945-1966)